# Proband
Proband oder Probandin (von lateinisch probandus ‚der zu Prüfende‘) bezeichnet eine Person, die als Versuchsperson oder Testperson Gegenstand wissenschaftlicher Untersuchungen ist. Im übertragenen Sinne wird in der Genealogie die Person so bezeichnet, für die eine Ahnentafel erstellt wird. Außerdem wird in der Rechtssprache eine verurteilte Person so bezeichnet, deren Strafe zur Bewährung ausgesetzt und die von einem Bewährungshelfer betreut wird.
Die Bezeichnung Proband wird allgemein in Wissenschaften benutzt, die sich mit Menschen als Individuen beschäftigen. Bei wissenschaftlichen Untersuchungen bezeichnet Proband eine Versuchsperson (abgekürzt VP). Dabei wird sie als Test- oder Vergleichsperson beispielhaft einer Befragung, medizinischen Untersuchung, einem Test oder einem Experiment unterzogen. Ein Proband ist zumeist Teil einer Stichprobe, um in einer Studie bestimmte Forschungsfragen (Hypothesen) zu überprüfen.
Der Schutz von Probanden unterliegt dabei meist besonderen Bedingungen (Datenschutz, Anonymität, ethische Akzeptanz, gesundheitliche Unbedenklichkeit). In der Medizin und zunehmend auch anderen Bereichen sind Ethikkommissionen dafür zuständig, das Einhalten der Rechte von Probanden zu beurteilen. Umgangssprachlich wird manchmal die Bezeichnung „Versuchskaninchen“ verwendet.
In der medizinischen Forschung sind Probanden gesunde Teilnehmer an einer klinischen Studie, im Unterschied zu Patienten. Wie diese, haben Probanden vor der Teilnahme eine Einverständniserklärung zur klinischen Prüfung unterzeichnet und wurden als Versuchspersonen in die Stichprobe aufgenommen, beispielsweise als Arzneimitteltester im Rahmen einer Kontrollgruppe.
In der Familiengeschichtsforschung (Genealogie) und der Humangenetik wird diejenige Person als Proband bezeichnet, deren Abstammungs- und Verwandtschaftsbeziehungen untersucht werden. Demgegenüber bevorzugt die Ethnosoziologie die Bezeichnung der untersuchten Person als „Ego“, um sie als Bezugspunkt der Verwandtschaften zu verdeutlichen.
In der Resozialisierung von Straffälligen wird eine Person als Proband bezeichnet, wenn die Vollstreckung ihrer Strafe oder Maßregel zur Bewährung ausgesetzt wird, oder wenn bei ihr aus anderen Gründen eine Führungsaufsicht eintritt.